# Orrforsträsket
Orrforsträsket är en sjö i Överkalix kommun i Norrbotten och ingår i Kalixälvens huvudavrinningsområde. Sjön har en area på 0,0757 kvadratkilometer och ligger 63 meter över havet.

## Delavrinningsområde
Orrforsträsket ingår i det delavrinningsområde (739618-180898) som SMHI kallar för Ovan VDRID = Storbäcken i Kalixälvens vattendrags*. Medelhöjden är 116 meter över havet och ytan är 41,22 kvadratkilometer. Räknas de 530 avrinningsområdena uppströms in blir den ackumulerade arean 9 932,96 kvadratkilometer. Avrinningsområdets utflöde Kalixälven (Kaitumälven) mynnar i havet. Avrinningsområdet består mestadels av skog (75 procent). Avrinningsområdet har 2,48 kvadratkilometer vattenytor vilket ger det en sjöprocent på 6 procent.